# Stadtwaage
La Stadtwaage (littéralement « balance municipale ») est une ancienne maison de pesage située à Brême, en Allemagne. Elle fut construite en 1587. Elle a été grandement endommagée lors du bombardement du 6 octobre 1944. La partie supérieure du pignon a notamment été détruite. La Stadtwaage a été ensuite reconstruite. Elle accueille depuis 2000 la Deutsche Kammerphilharmonie de Brême et la Fondation Günter Grass (Günter-Grass-Stiftung).